# Summer Britcher
Summer Britcher (Glen Rock, 21 marzo 1994) è una slittinista statunitense.

## Biografia
Ultima nata di quattro fratelli, fece la sua prima esperienza su una slitta all'età di undici anni durante un evento promozionale in Pennsylvania organizzato dalla federazione statunitense e volto a recrutare giovani atleti; lì fu notata da Gordon Sheer, ex atleta e all'epoca direttore marketing della stessa federazione, e venne quindi invitata a svolgere un primo periodo di allenamento presso il centro sportivo nazionale di Lake Placid.

### Stagioni 2009-2013
Iniziò a gareggiare per la nazionale statunitense nella specialità del singolo nella Coppa del Mondo giovani del 2008/09, riuscendo a conquistare la sfera di cristallo nelle due stagioni successive; contemporaneamente prese parte anche ai campionati mondiali juniores di Innsbruck 2010, chiusi al ventottesimo posto, e a quelli di Oberhof 2011, terminati in undicesima posizione. Nella stagione 2011/12, pur essendo nei limiti previsti per poter ancora gareggiare nella classe di età "giovani", partecipò alla Coppa del Mondo juniores conclusa in sedicesima piazza e ai mondiali di categoria di Schönau am Königssee 2012 dove giunse decima, ma prese altresì parte alla prima edizione dei Giochi olimpici giovanili invernali di Innsbruck 2012 in cui ottenne il quinto posto nel singolo e conquistò la medaglia d'oro nella gara a squadre; l'annata seguente, sempre tra le junior, terminò in sesta posizione sia nella classifica di Coppa del Mondo sia nella rassegna iridata di Park City 2013.

### Stagioni 2014-2017

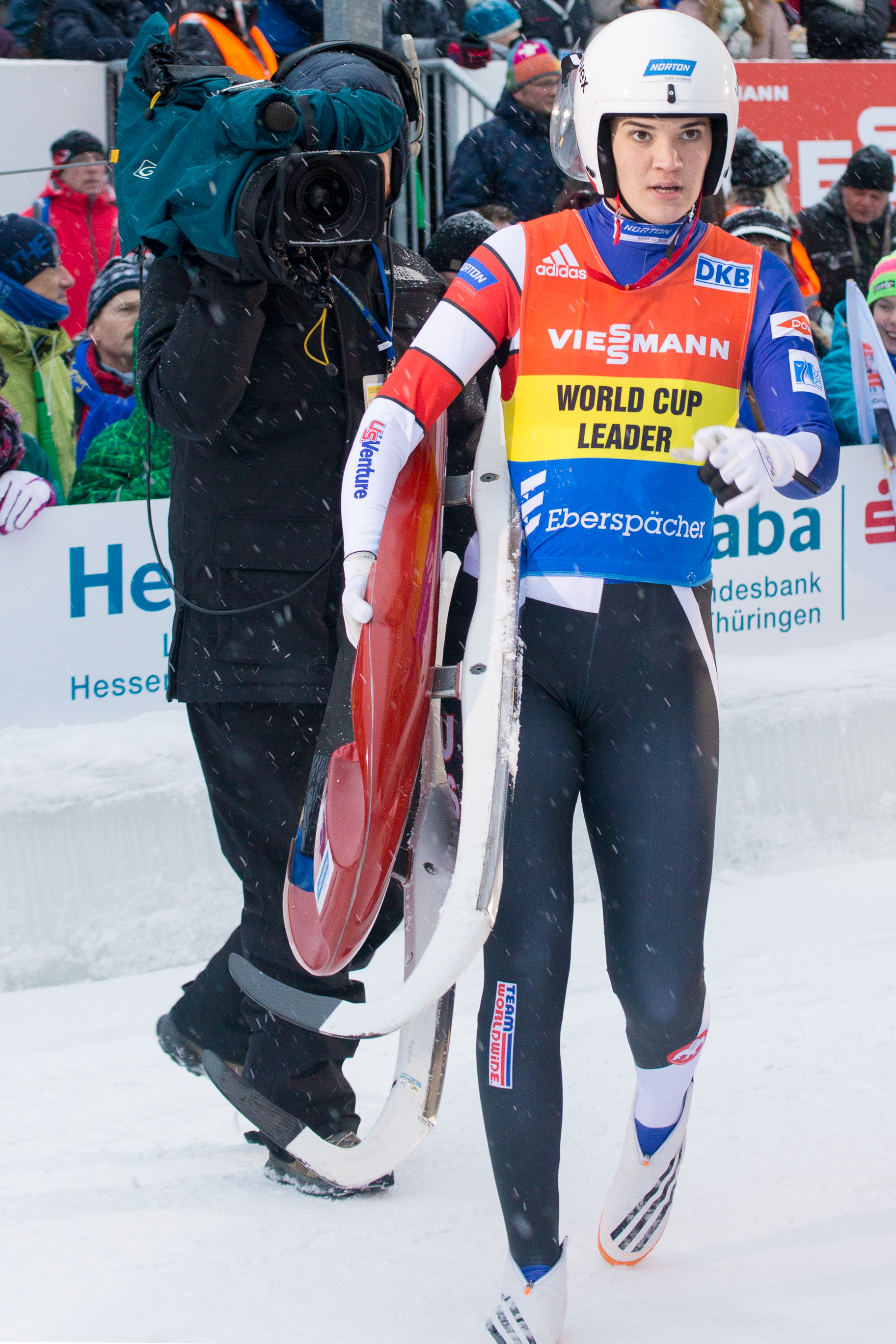
Summer Britcher a Oberhof nel 2016

Con l'inizio della stagione 2013/14 fece il suo debutto nella categoria assoluta prendendo parte alla Coppa del Mondo: il suo esordio fu proprio nella tappa inaugurale di Lillehammer del 16 novembre 2013, occasione in cui non riuscì a portare a conclusione la prova, ma terminò comunque in quattordicesima piazza nella classifica finale di Coppa; in quell'anno partecipò inoltre ai mondiali juniores di Innsbruck 2014, arrivando quinta nel singolo ed aggiudicandosi la medaglia d'argento nella prova a squadre, e soprattutto ai Giochi olimpici invernali di Soči 2014, chiudendo la gara in quindicesima posizione; l'annata successiva concluse dodicesima in Coppa del Mondo, ottenne il bronzo ai campionati pacifico-americani di Lake Placid 2015 e giunse nona in quelli mondiali di Sigulda 2015, occasione in cui vinse la medaglia d'argento nella speciale classifica riservata alle atlete under 23.
Nella stagione 2015/16 conquistò il suo primo podio in Coppa il 5 dicembre 2015, arrivando terza nel singolo a Lake Placid in quella che fu una storica tripletta per la squadra statunitense che monopolizzò tutti e tre i gradini del podio insieme ad Erin Hamlin ed Emily Sweeney, la settimana seguente ottenne la sua prima vittoria nella prova del singolo sulla pista di Park City, ripetendosi il giorno successivo nella gara sprint e chiudendo quell'edizione di Coppa in quinta posizione, con tre vittorie di tappa totali e altri due podi al suo attivo; giunse seconda nei campionati pacifico-americani di Calgary 2016 ed ai mondiali di Schönau am Königssee 2016 fu settima nel singolo, quarta nel singolo sprint e bissò l'argento nella gara delle under 23. L'annata dopo chiuse la stagione di Coppa in decima piazza e nella rassegna iridata di Innsbruck 2017 terminò in quarta posizione nel singolo, in undicesima nel singolo sprint e vinse il titolo mondiale under 23.

### Stagioni 2018-2022

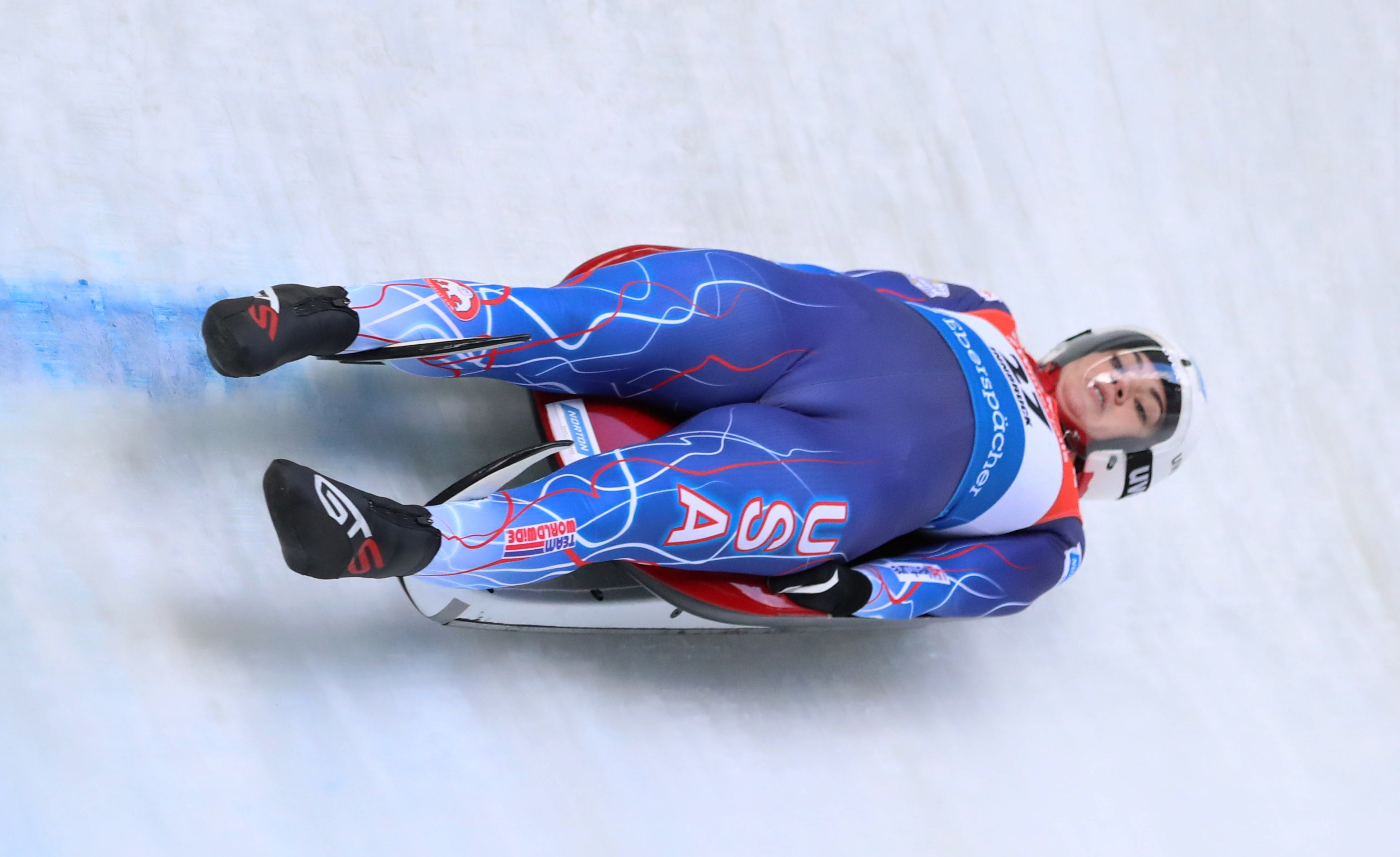
Summer Britcher in gara a Innsbruck nel 2018

Nel 2017/18 ottenne due vittorie di tappa in Coppa del Mondo, entrambe a Lillehammer, e concluse al terzo posto la classifica generale, fu terza anche ai campionati pacifico-americani di Calgary 2018 mentre alle Olimpiadi di Pyeongchang 2018, pur avendo fatto segnare il miglior tempo nonché il record del tracciato nella seconda discesa -a causa di altre tre prove non altrettanto impeccabili-, finì al diciannovesimo posto nel singolo e giunse quarta nella gara a squadre, ad un decimo di distacco dal podio; la stagione successiva fu nuovamente terza nella graduatoria finale di Coppa, anche grazie a tre podi di tappa, terminò seconda nella rassegna pacifico-americana di Lake Placid 2019 mentre in quella mondiale di Winterberg 2019 concluse quinta nel singolo ed ottava nella prova sprint; nella stagione 2019/20, pur facendo registrare quattro podi in Coppa, non andò oltre la quinta piazza in classifica ed ai campionati del Mondo di Soči 2020 fu settima sia nella prova classica sia in quella sprint e conquistò la medaglia di bronzo in quella a squadre.
La Federazione statunitense, a causa della pandemia di COVID-19 e con l'intento di salvaguardare la sicurezza degli atleti, decise di saltare la prima parte della stagione di Coppa 2020/21 e dunque la Britcher chiuse solo sedicesima in classifica, cogliendo comunque un podio nella tappa di Innsbruck, invece ai mondiali di Schönau am Königssee 2021 terminò sesta nel singolo, settima nel singolo sprint e quarta nella prova di squadra; l'annata seguente, dopo la vittoria del titolo pacifico-americano a Soči 2022, subì la frattura del dito medio di una mano durante la tappa di Coppa del Mondo di Sigulda che la costrinse dunque a modificare la tecnica di spinta in partenza, poiché non potendo più fare leva sulle dita si dovette adattare a farla sulle nocche, terminando così in undicesima posizione nella graduatoria di Coppa mentre ai Giochi di Pechino 2022 non riuscì ad andare oltre la ventitreesima posizione nel singolo, anche a causa dei parziali di spinta in cui non fece mai segnare intermedi migliori del ventesimo tempo.

### Stagione 2023
Con l'inserimento del doppio femminile nel programma delle Olimpiadi di Milano Cortina 2026, dalla stagione 2022/23 la Britcher decise di cimentarsi anche in questa specialità in coppia con Emily Sweeney, senza comunque tralasciare l'attività nel singolo.

## Palmarès

### Mondiali
- 2 medaglie:
  - 1 argento (gara a squadre ad Altenberg 2024);
  - 1 bronzo (gara a squadre a Soči 2020).

### Pacifico-americani
- 6 medaglie:
  - 1 oro (singolo a Soči 2022);
  - 3 argenti (singolo a Calgary 2016; singolo a Lake Placid 2019; doppio a Park City 2023);
  - 2 bronzi (singolo a Lake Placid 2015; singolo a Calgary 2018).

### Mondiali under 23
- 3 medaglie:
  - 1 oro (singolo ad Innsbruck 2017);
  - 2 argenti (singolo a Sigulda 2015; singolo a Schönau am Königssee 2016).

### Mondiali juniores
- 1 medaglia:
  - 1 argento (gara a squadre ad Innsbruck 2014.

### Olimpiadi giovanili
- 1 medaglia:
  - 1 oro (gara a squadre ad Innsbruck 2012).

### Coppa del Mondo
- Miglior piazzamento in classifica generale nel singolo: 3ª nel 2017/18 e nel 2018/19.
- Miglior piazzamento in classifica generale nel doppio: 9ª nel 2022/23.
- 26 podi (12 nel singolo, 7 nel singolo sprint, 7 nelle gare a squadre):
  - 5 vittorie (2 nel singolo, 3 nel singolo sprint);
  - 10 secondi posti (3 nel singolo, 4 nel singolo sprint, 3 nelle gare a squadre);
  - 11 terzi posti (7 nel singolo, 4 nelle gare a squadre).

#### Coppa del Mondo - vittorie
| Data             | Luogo       | Paese       | Disciplina     |
| ---------------- | ----------- | ----------- | -------------- |
| 11 dicembre 2015 | Park City   | Stati Uniti | Singolo        |
| 12 dicembre 2015 | Park City   | Stati Uniti | Singolo sprint |
| 19 dicembre 2015 | Calgary     | Canada      | Singolo sprint |
| 20 gennaio 2018  | Lillehammer | Norvegia    | Singolo        |
| 21 gennaio 2018  | Lillehammer | Norvegia    | Singolo sprint |

### Coppa del Mondo giovani
- Vincitrice della Coppa del Mondo giovani nella specialità del singolo nel 2009/10 e nel 2010/11.